# Boiling Lake
Boiling Lake är en fumarol i Dominica.   Den ligger i distriktet Saint Patrick, i den södra delen av landet, 9 km öster om huvudstaden Roseau. Boiling Lake ligger 826 meter över havet. Den ligger på ön Dominica.
Terrängen runt Boiling Lake är huvudsakligen kuperad, men norrut är den bergig. Boiling Lake ligger uppe på en höjd.  Närmaste större samhälle är Roseau, 9,4 km väster om Boiling Lake. I omgivningarna runt Boiling Lake växer i huvudsak städsegrön lövskog.